# Humledal (Olsker Sogn)
 For alternative betydninger, se Humledal. (Se også artikler, som begynder med Humledal)
Humledal er en bebyggelse på det nordlige Bornholm, beliggende 10 km vest for Gudhjem, 8 km sydøst for Allinge-Sandvig og 20 km nordøst for kommunesædet Rønne. Bebyggelsen ligger i Bornholms Regionskommune, der hører til Region Hovedstaden.
Humledal hører til Olsker Sogn. Sognekirken Sankt Ols Kirke, der er en af Bornholms fire rundkirker, ligger 4 km vest for Humledal.

## Historie
I 1899 var der i Humledal Andelsmejeriet Humledal og 3 Møller.
Humledal havde et standsningssted på Rønne-Allinge Jernbane (1913-53). Oprindeligt var det kun et trinbræt med læskur, men i 1927-28 blev det opgraderet til station med omløbsspor. Ved siden af læskuret blev der opført en stationsbygning, tegnet af banens driftsbestyrer Joachim Fagerlund. Den er bevaret på Kåsevej 8.
I 1930'erne blev Humledal Skæreri (savværk) oprettet. Det fungerede stadig i 1950'erne, hvor det også blev udvidet. Bygningerne brændte i 2013, hvor de kun blev brugt til oplagring. Der har ligget en købmandsbutik i Humledal, men efter lukningen af jernbanen er langt det meste af trafikken rykket ned til den nærliggende kystvej.